# Statul Ebonyi
Ebonyi este un stat  în Nigeria. Reședința sa este orașul Abakaliki.